# 马坪农业开发区
马坪农业开发区，是中华人民共和国湖南省永州市冷水滩区下辖的一个类似乡级单位。

## 行政区划
下辖以下地区：
马坪村、龙家岭村和二皇庙村。